# Bertill Nordahl
Bertill Nordahl (født 11. juli 1951 i Brønshøj) er en dansk forfatter, der bor i Gilleleje sammen med sin kone Lene Hein. 
Han havde sin barndom og ungdom i Helsingør og Vejgaard, Aalborg, og var 800 meter løber i atletikklubben AIK, Vejgaard fra 1964-1972, hvor han satte adskillige danske ungdomsrekorder, vandt sin klasse ved 'Hafniaden' 1967 og kom på ungdomslandsholdet i atletik.
Han er uddannet lærer fra Esbjerg Seminarium (1971-75) og virkede som lærer i folkeskolen fra 1975-1990. Siden da har han levet som forfatter, foredragsholder og forlægger. Bertill Nordahl er kendt for at skrive og tale om kønnets betydning i et menneskets liv og har de sidste 35 år været meget aktiv i kønsrolle- og ligestillingsdebatten i Danmark, Norge og Sverige, hvor han især har skrevet og talt om mandens situation. Han har skrevet børnebøger, ungdomsbøger og bøger for voksne. Romaner og digte. Debatbøger og rejsebøger og havebøger.

## Uddannelse mv.
Bertill Nordahl tog realeksamen, Vejgaard Østre Skole, 1968; Studentereksamen på Aalborg Studenterkursus, 1971.
Han er uddannet lærer fra Esbjerg Seminarium, 1971-75, og virkede som lærer i folkeskolen fra 1975-1990 på Korsager Skole i Husum, København og Tibberupskolen i Espergærde.
Malerdebut på Meyers Galleri, Esbjerg, i 1975. Aktiv i Mandebevægelsen 1975-1982. Militærnægter 1976-77. Forfatterdebut 1978. Fuldtidsforfatter fra 1990. Forlægger, forlaget Nielsens, fra 1992. Foredragsholder, 1993-2006.
Bertill Nordahl modtog arbejdslegat fra Statens Kunstfond i 1994, samt HK/Kommunals
Biblioteksudvalgs kulturpris, Jytte, i 1999. Bertill Nordahl var medlem af BU-styrelsen og bestyrelsen i Dansk Forfatterforening 1995-1999.